# Por el culo
Por el culo, a veces abreviada como PEC, es una expresión de uso coloquial surgida durante la primera mitad de la década de 2020, usada principalmente por la población LGBT de la generación Z en España.

## Definición
La expresión "por el culo", abreviación de "meterse algo por el culo" o "me lo meto por el culo", se usa en referencia a algo, como un objeto o una situación, que gusta mucho a una persona, indicando además emoción o un especial interés. Se trata además de una reapropiación de una frase vinculada a "dar por culo" o "dar por el culo", cuyo uso se realizaba de forma peyorativa al referirse al sexo anal, con una carga homofóbica en el uso del lenguaje.

## Impacto
La frase fue utilizada durante un doblaje humorístico que realizó Amaia Romero, ganadora de OT en 2017, a Antonio Banderas de forma espontánea en los Goyas Golfos, espacio emitido en la plataforma online RTVE play durante la ceremonia de los Premios Goya de 2020. También fue pronunciado por Malena Alterio durante una entrevista con Inés Hernand en la alfombra roja de la gala de los Goya en 2024. De hecho, Hernand ha difundido el uso de la expresión, como en una entrevista con Mercedes Milá en 2023.
El término se dio a conocer a un ámbito más amplio de la población en diciembre de 2023, después de que un reportaje de La Sexta sobre el vocabulario utilizado por los jóvenes, y en el que entrevistan a personas de las generaciones millenial y baby boomer, se volviese viral. En febrero de 2024, Pedro Álvarez de Miranda, filólogo español y miembro de la Real Academia Española, reaccionó a la creación de este término en el programa de televisión La resistencia, afirmando que no había sido hasta hace «muy poco tiempo» que había escuchado por primera vez el término.